# Herb gminy Sierpc
Herb gminy Sierpc – jeden z symboli gminy Sierpc, ustanowiony 26 stycznia 2007.

## Wygląd i symbolika
Herb przedstawia na tarczy w polu czerwonym w polu czerwonym lwa kroczącego koloru złotego, zwróconego w prawo, nad lwem złota majuskuła S, ponad majuskułą korona złota.